# جائزة الكاريكاتير العربي
جائزة الكاريكاتير العربي جائزة فنية خاصية برسم الكاريكاتير، تنظمها دار الشرق سنوياً على مستوى الوطن العربي، بدعم من وزارة الثقافة والفنون والتراث القطرية، وشركة ooredoo للاتصالات في قطر، ودار الشرق للطباعة والنشر والإعلام، سعياً لاكتشاف المواهب الجديدة وتنشيطا لحركة فن الكاريكاتير من كافة الدول العربية.

## آلية الجائزة
الجائزة تدار من قبل مجموعة دار الشرق أما لجنة التحكيم فتتغير سنوياً ويظل أعضاءها مجهولي الهوية إلى حين إعلان القائمة النهائية، بحيث لا يتم الكشف عن هويات أعضاء لجنة التحكيم حتى نهاية فترة التقديم وقرب موعد الإعلان عن قائمة الفائزين النهائية بهدف ضمان استقلالية عملية الاختيار ونزاهتها. ومع بداية كل دورة جديدة للجائزة، توزع اللجنة المنظمة رسائل شخصية للرسامين فضلاً عن إعلانات يتم نشرها في وسائل الإعلام لشرح شروط التقديم للجائزة ومراحلها واستحقاقاتها الزمنية.
وتلتزم لجنة تحكيم جائزة الكاريكاتير العربي بقيم الاستقلالية والشفافية والنزاهة خلال عمليتي اختيار المرشحين والفائزين ، ويقوم أعضاء اللجنة بفرز ودراسة وتقييم كافة الأعمال المرشحة ويقررون بالتوافق قائمة الفائزين الثلاثة بالجائزة.
يتم إعلان الفائزين في الدوحة في شهر ديسمبر من كل عام، ويحصل الفائز الأول على مبلغ 50,000 ريال قطري ودرع تذكاري، والفائز بالمرتبة الثانية على مبلغ 30,000 ريال قطري ودرع تذكاري، أما الفائز بالمرتبة الثالثة فيحصل على مبلغ 20,000 ريال قطري ودرع تذكاري ، كما يتم منح جوائز شرفية عبارة عن شهادات تقدير لأفضل سبعة أعمال وتكريم أصحابها.

## شروط الترشيح للجائزة
- أن تكون مواضيع الرسوم الكاريكاتورية محصورة في أحداث عام 2013.
- يمكن للفنانين إرسال أعمالهم بتنسيق JEPG فقط، ولا تقبل الرسوم المتحركة.
- ترسل الأعمال بحجم A3 وبنسبة وضوح DPI200 على أن تكون مناسبة للطباعة.
- المشاركة مفتوحة لجميع الرسامين بغض النظر عن مكان الإقامة، أو الجنس أو العمر، على أن تكون الأعمال مرسلة من الفنانين أنفسهم.
- أي نص داخل الرسوم يجب أن يكون باللغة العربية.
- يمكن المشاركة بعدد أقصاه 3 أعمال لكل فنان.
- ترسل جميع الأعمال كمرفقات برسالة إلكترونية واحدة، على أن يرسل معها سيرة ذاتية مختصرة كملف مرفق.
- أن يراعى في الرسومات المبادئ الأخلاقية والموضوعية وملائمة الرسم لجميع الأعمار.
- يجب أن تحتوي السيرة الذاتية على البيانات التالية: الاسم، الدولة، وطريقة الاتصال.
- إرسال المشاركة إلى اللجنة المنظمة، يعني ضمنياً موافقة المشارك بالسماح للجنة المنظمة بنشر الرسوم المشاركة سواءً عبر الإنترنت أو مطبوعة مع الإشارة إلى أسم صاحب الرسمة الكاريكاتيرية.

## روابط خارجية
- الموقع الرسمي للجائزة